# Fluoruro de plata(II)
El fluoruro de plata(II) es un compuesto químico inorgánico, del grupo de las sales, que está constituido por aniones de flúor {\displaystyle {\ce {F^-}}} y cationes de plata (2+) {\displaystyle {\ce {Ag^2+}}}, cuya fórmula química es AgF2.

## Propiedades
El AgF2 puro es un sólido blanco; los colores más o menos grises/marrones se deben a las impurezas. En la mayoría de las muestras, la relación F/Ag es inferior a dos, por lo general cercana a 1,75 debido a la contaminación por plata, oxígeno y carbono. El compuesto es antiferromagnético (Tc= 163 K), con un momento magnético más bajo que el esperado para un electrón desapareado. En el sólido la coordinación de Ag es octaédrica, pero dado que Ag(II) tiene configuración electrónica d9 el octaedro está distorsionado por el efecto Jahn-Teller, con distancias Ag-F de 207 y 259 p. m..

## Preparación
El fluoruro de plata(II) se prepara por reacción del flúor sobre plata caliente o cloruro de plata, {\displaystyle {\ce {AgCl}}}, por debajo de 450 °C:
{\displaystyle {\ce {F2 + Ag -> AgF2}}}{\displaystyle {\ce {2 F2 + 2 AgCl -> 2 AgF2 + Cl2}}}

## Aplicaciones
Se emplea como reactivo en síntesis orgánica para adicionar flúor, sustituir otros halógenos por flúor, sustituir hidrógenos por flúor y como oxidante. Por ejemplo se emplea para oxidar el gas noble xenón en un medio de fluoruro de hidrógeno anhidro para obtener fluoruro de xenón:
{\displaystyle {\ce {Xe + 2 AgF2 -> 2 AgF + XeF2}}}
La reacción con el benceno da el fluorobenceno:
{\displaystyle {\ce {C6H6 + 2 AgF2 -> C6H5F + 2 AgF + HF}}}
y con el Fullereno {\displaystyle {\ce {C60}}} permite adicionarle flúor a 300 °C dando el compuesto {\displaystyle {\ce {C60F44}}}.